# Dendrobeania flustroides
Dendrobeania flustroides is een mosdiertjessoort uit de familie van de Bugulidae.